# Grovfjorden

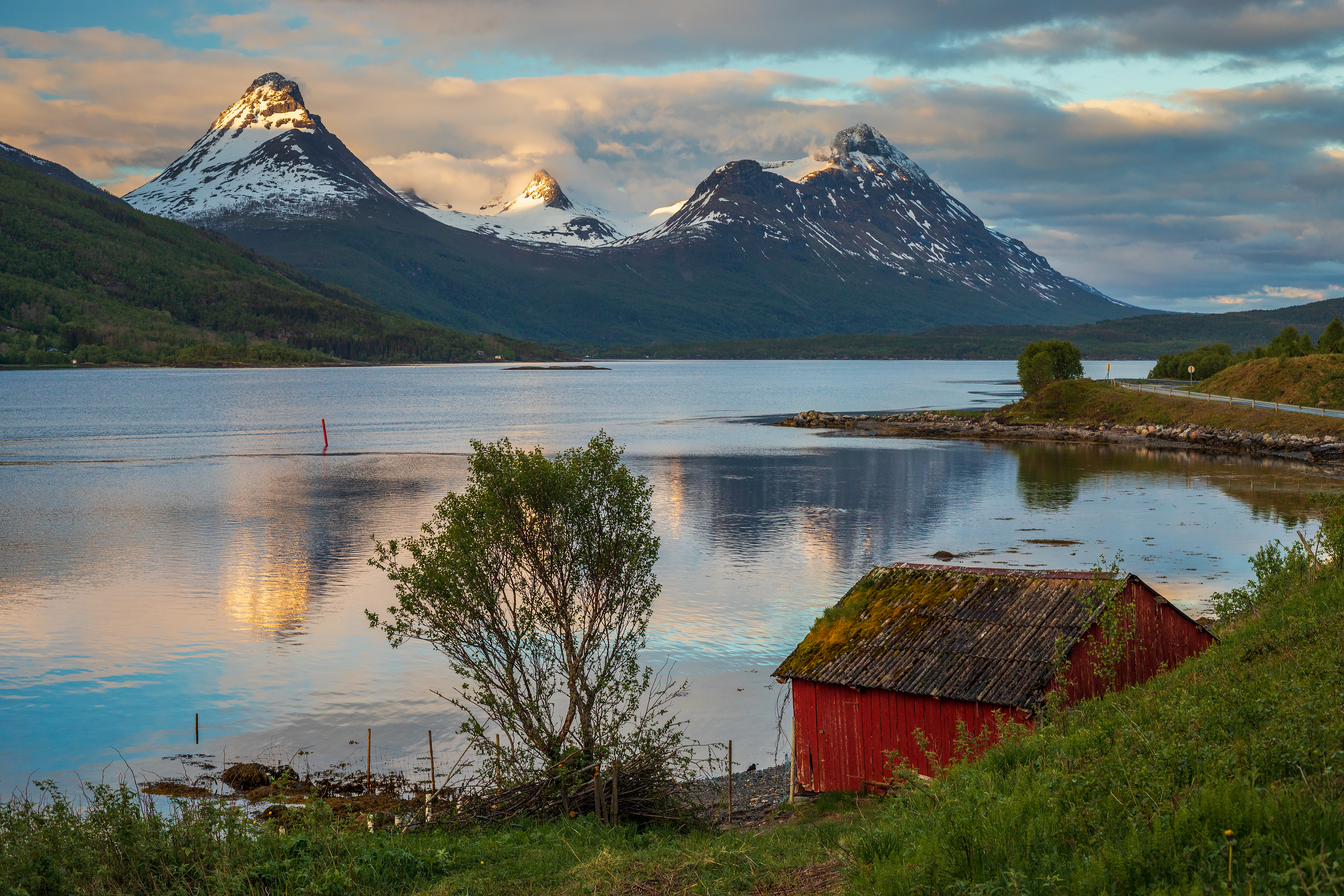
Grovfjorden.

Grovfjorden är en fjord i Tjeldsunds kommun i Troms og Finnmark fylke i norra Norge som skär sig åt sydöst från Astafjorden och är tio kilometer lång. Vid tätorten Grov går Fylkesväg 825 (som går mellan Tjeldsundsbron och E6 vid Langmyra nära Gratangsbotn) på en bro över Grovfjorden. Denna togs i bruk 1968.